# Abrama
Abrama är en ort i Indien.   Den ligger i distriktet Navsari och delstaten Gujarat, i den västra delen av landet, 1 000 km söder om huvudstaden New Delhi. Abrama ligger 7 meter över havet och antalet invånare är 21 000.
Terrängen runt Abrama är mycket platt. Runt Abrama är det tätbefolkat, med 913 invånare per kvadratkilometer. Närmaste större samhälle är Bilimora, 11,4 km sydost om Abrama. Trakten runt Abrama består till största delen av jordbruksmark.